# Ерих Хьопнер
Ерих Хьопнер (на немски: Erich Hoepner) е германски офицер, служил по време на Първата и Втората световна война.

## Биография

### Произход и постъпване в армията
Ерих Хьопнер е роден на 14 септември 1886 г. във Франкфурт на Одер, провинция Бранденбург, Германска империя. През 1905 г. се присъединява към армията като офицерски кадет от Шлезвиг-Холщайнския 13-и полк. Година след това е произведен в звание лейтенант, а от октомври 1913 г. до избухването на Първата световна война е на обучение в Берлинската военна академия.

### Първа световна война (1914 – 1918)
Участва в Първата световна война като офицер-порученец в щаба на 16-и армейски корпус, дислокиран при Мецската крепост. Достига до чин капитан и не след дълго е преместен в обучение на ниво корпус-армия.

### Междувоенен период
След края ѝ се присъединява към Райхсвера, където между 1921 и 1923 г. заема постове в Министерството на отбраната, в отдела по инспекция на кавалерията. През 1930 г. е издигнат в командир на полк, а на 1 февруари 1933 г. в полковник и началник-щаб на 1-ви армейски корпус. След това хронологично, на 1 февруари 1936 г. е издигнат в звание генерал-майор, на 1 ноември 1938 г. – в командир на 16-и армейски корпус (мот.), генерал-лейтенант и генерал от кавалерията преди началото на войната.

### Втора световна война (1939 – 1945)
В началото на Втората световна война, между 1939 и 1940 г. служи на Източния фронт в Полската кампания и на Западния фронт във Френската кампания.

#### Германо-съветски фронт (1941)
През февруари 1941 г. поема командването на 4-та танкова група за участие в настъплението към Москва, СССР. На 8 януари 1942 г. обаче, след игнорирана заповед на фюрера да остане до последно нареждане с цел тактическо отстъпление, е снет от поста командир на танковата група, с формулировка „за страхливост и неизпълняване на възложени заповеди“, за което е освободен от въоръжените сили без право да носи военна униформа, отличия и без правото на пенсия.

#### Пленяване и смърт
През юли 1944 г. е арестуван от своите като съучастник в атентата срещу Хитлер и за по-малко от месец е осъден на смърт и обесен на 8 август 1944 г. в немския затвор Пльоцензе, Берлин, Третия райх.

## Военна декорация
- Германски орден Железен кръст (1914) – II (?) и I степен (?)
- Рицарски кръст на Хоенцолерн (?) – с мечове
- Германско отличие „За заслуга във Вермахта“ (?) – IV и I степен (?)
- Германски орден „Кръст на честта“ (?)
- Германски орден Железен кръст (1939, повторно) – II (?) и I степен (?)
- Рицарски кръст (27 октомври 1939)